# Leon Ichaso
Leon Ichaso (L'Avana, 3 agosto 1948 – Los Angeles, 20 maggio 2023) è stato un regista cubano naturalizzato statunitense.

## Filmografia parziale
- El Super (1979)
- Crossover Dreams (1985)
- Paura oltre la porta (The Fear Inside) - film TV (1992)
- Scacco al re nero (Sugar Hill) (1993)
- Azúcar amarga (1996)
- Ali: An American Hero - film TV (2000)
- Hendrix - film TV (2000)
- Piñero - La vera storia di un artista maledetto (Piñero) (2001)
- El Cantante (2006)
- Paraiso (2009)